# La pratica della mercatura
 (octobre 2023).
Si vous disposez d'ouvrages ou d'articles de référence ou si vous connaissez des sites web de qualité traitant du thème abordé ici, merci de compléter l'article en donnant les références utiles à sa vérifiabilité et en les liant à la section « Notes et références ».
La Pratica della mercatura est le nom habituel donné à l'ouvrage du marchand florentin Francesco Balducci Pegolotti, dont le titre original est Libro di divisamenti di paesi e di misuri di mercatanzie e daltre cose bisognevoli di sapere a mercatanti. Rédigé entre 1335 et 1343, cet ouvrage fut imprimé pour la première fois en 1766 et reçut à cette occasion le nom sous lequel il est connu depuis.
L'œuvre de Pegolotti est basée sur sa propre expérience de banquier et de marchand, et sur divers documents locaux, listes de prix et réglements qu'il avait à sa disposition. Il semble avoir eu accès à une compilation plus ancienne et beaucoup plus limitée, réalisée à Pise en 1279, conservée à la Biblioteca Comunale de Sienne, et portant le titre : Hec est memoria de tucte le mercantie come carican le navi in Alexandria e li pesi come tornano duna terra addunaltra.  

## Réception et influence

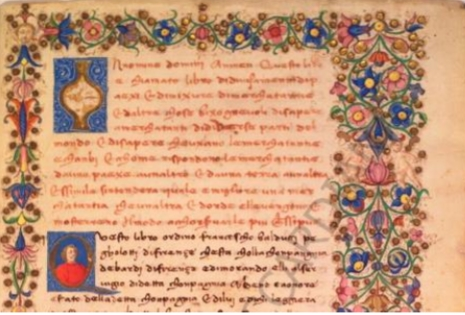
Demi-page du manuscrit de 1472.

Il ne subsiste pas de copie autographe du manuscrit. Le manuscrit qui a survécu, utilisé par Pagnini et Evans pour leurs éditions, se trouve à la Bibliothèque Riccardiana de Florence : il fut achevé le 19 mars 1472 par Filippo di Niccolaio Frescobaldi.
L'ouvrage de Pegolotti fut probablement utilisé par le compilateur du manuel de commerce vénitien intitulé  Tarifa zoè noticia dy pexi e mexure di luogi e tere che s'adovra marcadantia per el mondo dans les années 1340. Il servit ensuite de source à un ouvrage postérieur avec lequel il partage son titre, la Pratica della mercatura de Giovanni di Bernardo da Uzzano en 1442. Peu après, il fut utilisé par l'auteur du Libro che tracta di mercatantie et usanze de' paesi, compilé en 1458, probablement par Giorgio Chiarini, par la suite incorporé dans la Summa de arithmetica de Luca Pacioli (1494).
La Pratica della mercatura de Pegolotti fut publiée pour la première fois par Gianfrancesco Pagnini comme une partie de la Della Decima, son histoire en plusieurs volumes de l'histoire financière de Florence, en 1766.